# François Vérove
François Vérove (* 22. Januar 1962 in Gravelines, Département Nord; † 29. September 2021 in Le Grau-du-Roi, Département Gard), in der Presse le Grêlé – „der Pockennarbige“ genannt, war ein französischer Serienmörder und -vergewaltiger, der in den 1980er und 1990er Jahren im Großraum Paris in Erscheinung trat.

## Biografie
Vérove war zwischen 1983 und 1988 bei der Garde républicaine als Motorradfahrer beschäftigt. Danach trat er in die Police nationale ein und war zunächst in der Polizeipräfektur von Paris, dann in einer Motorradbrigade im Département Bouches-du-Rhône und danach als Leiter der Brigade zum Schutz Minderjähriger in Montpellier angestellt. Arbeitskollegen beschrieben ihn später als ganz gewöhnlichen Menschen, der hilfsbereit und kollegial gewesen sei. Er sei jedoch auch leicht reizbar und depressiv und zeitweilig monatelang krankgeschrieben gewesen.
Später lebte er mit Ehefrau und zwei Kindern im Département Hérault, wo er auch eine Zeitlang als Gemeinderat in Prades-le-Lez tätig war.

## Verbrechensserie
Am 5. Mai 1986 wurde die 11-jährige Cécile Bloch in Paris auf dem Weg zur Schule entführt, sexuell missbraucht und ermordet. Ihre Leiche wurde noch am Nachmittag desselben Tages im Keller des Wohnhauses gefunden. Zeugen erinnerten sich, in den Vortagen einen selbstsicher auftretenden, unbekannten Mann im Haus gesehen zu haben, der eine auffällige Gesichtsakne aufwies. Von diesem Merkmal leitete sich der spätere Spitzname l’homme au visage grêlé (‚der Mann mit dem narbigen Gesicht‘), bzw. einfach le Grêlé (‚der Pockennarbige‘) ab. Trotz sofort eingeleiteter Ermittlungen konnte jedoch zunächst kein Täter ermittelt werden. Im Jahre 1996 konnte von den Tatortspuren ein DNA-Profil des Täters erstellt werden.
Anhand dieser DNA-Spuren konnten dem Täter weitere Verbrechen zugeordnet werden:
- im April 1986 wurde im 13. Arrondissement die 6-jährige Sarah A. vergewaltigt,
- am 29. April 1987 wurden im 4. Arrondissement der 38-jährige Mechaniker Gilles Politi und das 20-jährige deutsche Au-pair-Mädchen Irmgard Müller ermordet,
- im Oktober 1987 wurde im 14. Arrondissement die 14-jährige Marianne N. vergewaltigt,
- im Juni 1994 wurde die 11-jährige Ingrid G. in Mitry-Mory (Seine-et-Marne) entführt und vergewaltigt.

Aufgrund des ähnlichen modus operandi können mindestens zwei weitere Verbrechen mit demselben Täter in Verbindung gebracht werden:
- der Mord an der 23-jährigen Sophie Narme im 19. Arrondissement im Jahr 1991[9]
- der Mord an der 19-jährigen Karine Leroy im Juni 1994 in Meaux (Seine-et-Marne)[10][11]

Die Täterschaft konnte aber bisher nicht bestätigt werden.
Anwälte der Angehörigenfamilien vermuteten, dass dem Täter noch deutlich mehr Taten zuzuschreiben sind.

## Ermittlung des Täters
Aufgrund der Tatumstände kamen frühzeitig Vermutungen auf, dass der Täter ein Angehöriger der Polizei oder früherer Polizist sein könne. Einige Opfer wurden professionell mit Handschellen gefesselt und andere (Überlebende) berichteten, dass sich der Täter als Polizist ausgewiesen habe. Auch in seiner Sprache habe er Polizeiterminologie verwendet. Die entscheidende Wendung ergab sich, als die seit Dezember 2014 mit dem Fall betraute Ermittlungsrichterin im Jahr 2021 die Vorladung von 750 Gendarmen, die zur Zeit der Mordserie in Paris tätig waren, zur Abgabe einer DNA-Probe beantragte. Auch François Vérove erhielt eine solche Vorladung am 24. September 2021, um fünf Tage später eine DNA-Probe abzugeben. Am 27. September 2021 meldete ihn seine Ehefrau als vermisst, und am 29. September 2021 wurde seine Leiche in einem angemieteten Appartement in Le Grau-du-Roi gefunden. Eine Autopsie bestätigte einen Suizid des 59-Jährigen. In einem Bekennerschreiben bezichtigte er sich selbst, mehrere Morde und Vergewaltigungen verübt zu haben, nannte aber nicht die Namen und die Zahl seiner Opfer. Als Grund für seine Taten gab er eine „schwierige Kindheit“ und „plötzliche Impulse“ an. Seit seiner Ehe und der Geburt seiner Kinder sei jedoch Ruhe in sein Leben eingekehrt und er habe „nach 1997 nichts mehr getan“. Eine DNA-Analyse bestätigte am 1. Oktober 2021 die Übereinstimmung mit dem DNA-Profil des gesuchten Serienmörders.